# Jacob Braun
Jacob Braun (* in Lincoln/Massachusetts) ist ein US-amerikanischer Cellist.

## Leben und Wirken
Braun studierte am Cleveland Institute of Music bei Richard Aaron, am New England Conservatory of Music und an der Yale University. Er war Gründungsmitglied des Biava Quartet, dem er neun Jahre angehörte. Mit diesen gewann er den Naumburg Chamber Music Award (2003) und Preise bei der  London String Quartet Competition (2003), der Premio Paolo Borciani String Quartet Competition (2005), der Fischoff National Chamber Music Competition und der Coleman Chamber Music Competition.
Als Mitglied des Formosa Quartet trat er bei einer dreiwöchigen Englandtournee in der Wigmore Hall auf, außerdem in der Kongressbibliothek und beim La Jolla’s Summerfest. 2009 wurde er Mitglied des Penderecki String Quartet. Konzertreisen führten ihn nach Italien, Frankreich, Korea und China. Er war Artist in Residence an der Wilfrid Laurier University und unterrichtet an der University of California, Santa Barbara, der Chapman University und an der Colburn Community School of Performing Arts. Außerdem wirkte er als Cellist am Soundtrack mehrerer Spielfilme mit.

## Weblink
- Website von Jacob Braun